# Полоний
Полоният (Po) е химичен елемент с атомен номер 84, който принадлежи към група 16, период 6 на периодичната система. Той е рядък и силно радиоактивен металоид. Полоният е около 300 пъти по-радиоактивен от урана (от 1 t уранова руда се получават само 0,2 g полоний). На вид е кремав, прахообразен. Химически е близък до телура и бисмута. Има много радиоизотопи. Открит е заедно с радия от Мария Кюри. Полоният е наречен в чест на името на родината ѝ – Полша. Заедно със съпруга си Пиер Кюри получават нобелова награда по химия и физика за изследването на съответно химичните и физичните свойства на новооткритите елементи.
Спрямо кислорода проявява шеста, четвърта и втора валентност (PoO3, PoO2 и PoO), а спрямо водорода – втора (PoH2).